# Холодівщина
Холоді́вщина —  село в Україні, в Шосткинській міській громаді Шосткинського району Сумської області. Населення становить 42 осіб. Колишній орган місцевого самоврядування — Клишківська сільська рада.

## Географія
Село Холодівщина знаходиться на правому березі річки Есмань, вище за течією на відстані 2,5 км розташоване село Пиротчине (Конотопський район), нижче за течією на відстані 2 км розташоване село Гречкине (Конотопський район). Уздовж русла річки проведено кілька іригаційних каналів.

## Символіка
На гербі зображені лопата, з боків якої зображені рукавички. Лопата веде до колишньої назви - хутір Копань, а рукавички зі сніжинкою зображають холод і означають сучасну назву села (герб є напівпромовистим). Синьо-чорне тло - це річка Есмань з торф'яними берегами.

## Історія
Біля хутора Копань (село Холодівщина) знайшли гарматні ядра, коли колгосп ім. Папаніна розчищав свою ще недостиглу ниву під злітну смугу на початку війни в липні-серпні 1941 року. Литовище знаходилося на західній околиці хутора при дорозі до Десни (до Погорілівської греблі). За версією знавця воронізьких околиць Г.Сірика, ядра можуть свідчити про сутичку шведів з москалями під час Північної війни. Переказів щодо цього не збереглося.

## Населення
Згідно з переписом УРСР 1989 року чисельність наявного населення села становила 84 особи, з яких 31 чоловік та 53 жінки.
За переписом населення України 2001 року в селі мешкали 42 особи.

### Мова
Розподіл населення за рідною мовою за даними перепису 2001 року:
| Мова       | Кількість | Відсоток |
| ---------- | --------- | -------- |
| українська | 39        | 92.86%   |
| російська  | 3         | 7.14%    |
| Усього     | 42        | 100%     |